# Enrico Marciani
Enrico Marciani (Roma, 13 dicembre 1908 – Roma, 17 dicembre 2001) è stato un attore italiano.

## Biografia
Attore caratterista, ebbe dei piccoli ruoli in alcuni film del duo Franco Franchi e Ciccio Ingrassia.
Attivo per circa quindici anni sui set, Enrico Marciani veniva spesso richiesto per interpretare uomini integerrimi o autorevoli, adatti alla sua figura, come politici, imprenditori, commissari, questori o direttori.
Dopo essere apparso per l'ultima volta sul grande schermo nella pellicola d'esordio della scrittrice ungherese Edith Bruck Improvviso, del 1979, dell'attore non si hanno più notizie.

## Filmografia

### Cinema
- Silenzio, si gira!, regia di Carlo Campogalliani (1943)
- Er fattaccio, regia di Riccardo Moschino (1952)
- I 2 vigili, regia di Giuseppe Orlandini (1967)
- Peggio per me... meglio per te, regia di Bruno Corbucci (1967)
- I 2 deputati, regia di Giovanni Grimaldi (1968)
- Fenomenal e il tesoro di Tutankamen, regia di Ruggero Deodato (1968)
- Donne, botte e bersaglieri, regia di Ruggero Deodato (1968)
- Straziami ma di baci saziami, regia di Dino Risi (1968)
- Barbagia (La società del malessere), regia di Carlo Lizzani (1969)
- Gli infermieri della mutua, regia di Giuseppe Orlandini (1969)
- Indagine su un cittadino al di sopra di ogni sospetto, regia di Elio Petri (1970)
- Arizona si scatenò... e li fece fuori tutti, regia di Sergio Martino (1970)
- Il clan dei due Borsalini, regia di Giuseppe Orlandini (1971)
- Mazzabubù... Quante corna stanno quaggiù?, regia di Mariano Laurenti (1971)
- Il tredicesimo è sempre Giuda, regia di Giuseppe Vari (1971)
- Riuscirà l'avvocato Franco Benenato a sconfiggere il suo acerrimo nemico il pretore Ciccio De Ingras?, regia di Mino Guerrini (1971)
- Le belve, regia di Giovanni Grimaldi (1971)
- Le inibizioni del dottor Gaudenzi, vedovo, col complesso della buonanima, regia di Giovanni Grimaldi (1971)
- Le mille e una notte... e un'altra ancora!, regia di Enrico Bomba (1972)
- Bisturi - La mafia bianca, regia di Luigi Zampa (1973)
- Il magnate, regia di Giovanni Grimaldi (1973)
- No il caso è felicemente risolto, regia di Vittorio Salerno (1973)
- Milano trema: la polizia vuole giustizia, regia di Sergio Martino (1973)
- Io e lui, regia di Luciano Salce (1973)
- Il mio nome è Shangai Joe, regia di Mario Caiano (1973)
- Quelli che contano, regia di Andrea Bianchi (1973)
- Il bacio di una morta, regia di Carlo Infascelli (1974)
- Salvo D'Acquisto, regia di Romolo Guerrieri (1974)
- Anno uno, regia di Roberto Rossellini (1974)
- Finché c'è guerra c'è speranza, regia di Alberto Sordi (1974)
- Fantozzi, regia di Luciano Salce (1975)
- Il giustiziere di mezzogiorno, regia di Mario Amendola (1975)
- L'albero dalle foglie rosa, regia di Armando Nannuzzi (1976)
- Telefoni bianchi, regia di Dino Risi (1976)
- Squadra antiscippo, regia di Bruno Corbucci (1976)
- Il comune senso del pudore, regia di Alberto Sordi (1976)
- La pretora, regia di Lucio Fulci (1976)
- Il... Belpaese, regia di Luciano Salce (1977)
- Improvviso, regia di Edith Bruck (1979)

### Televisione
- All'ultimo minuto – serie TV, episodio 3x01 (1973)
- Don Giovanni in Sicilia, regia di Guglielmo Morandi – miniserie TV (1977) - non accreditato

## Doppiatori italiani
- Vinicio Sofia in I 2 vigili, Il magnate
- Emilio Cigoli in Gli infermieri della mutua
- Carlo Buratti in Il clan dei due Borsalini
- Guido Celano in Squadra antiscippo
- Mario Mastria in Il comune senso del pudore
- Ugo Bologna in Il... Belpaese